# Rum

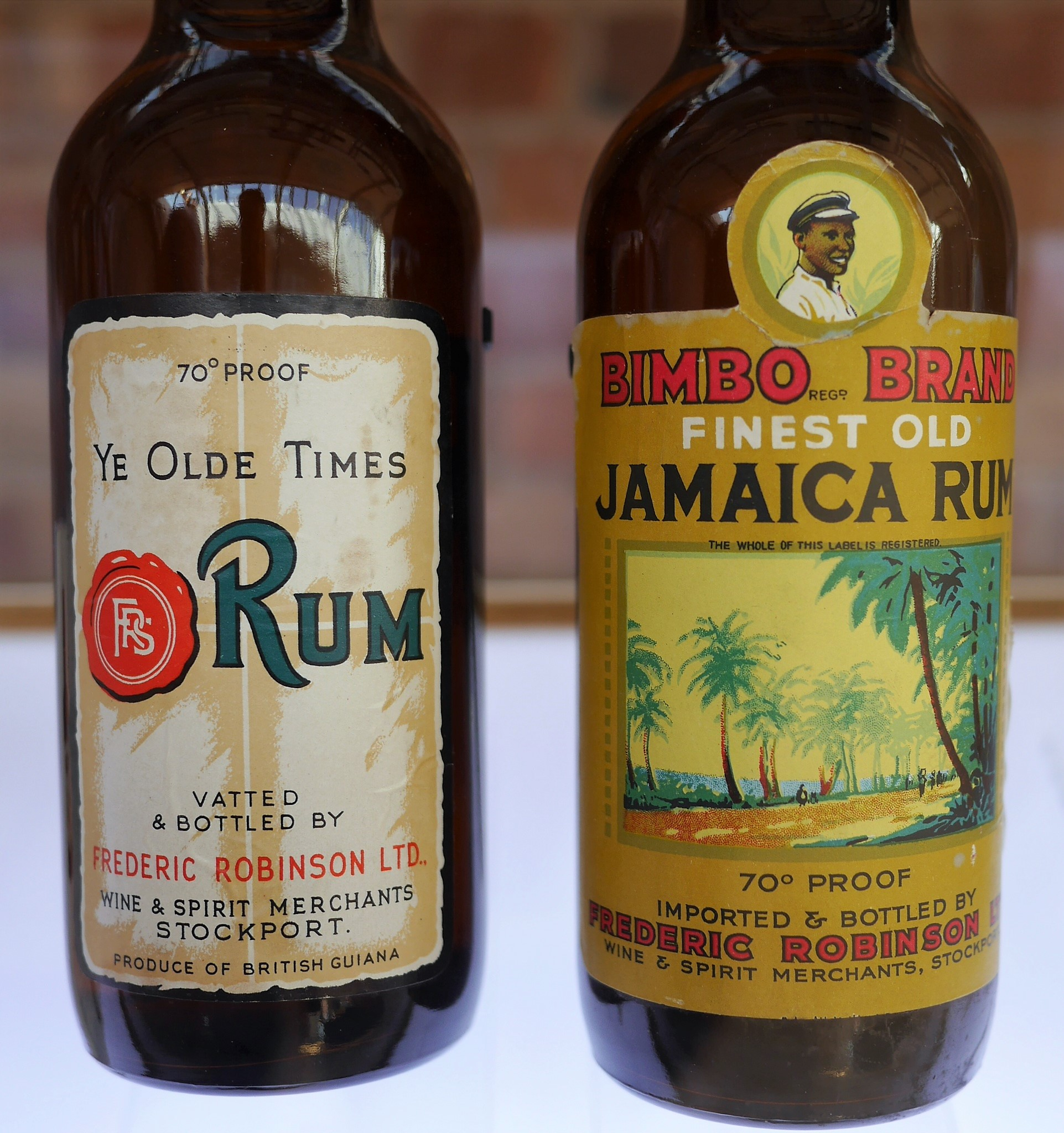
Rum aus Guyana und Jamaika

Rum (wahrscheinlich abgeleitet vom englischen Dialektwort rumbullion ‚ein Getränk aus gekochten Zuckerrohrstielen‘ oder rumbustion ‚Aufruhr‘, ‚Tumult‘) ist ein alkoholisches Getränk. Er wird aus Melasse des Zuckerrohrs gewonnen, seltener aus frischem Zuckerrohrsaft. Abgewandelte Produkte sind Rum-Verschnitt und Inländer-Rum. Der Mindestalkoholgehalt beträgt 37,5 Volumenprozent.
Rum wird in der Karibik, in Mittelamerika, Südamerika sowie den Philippinen, Australien, Madagaskar, Mauritius, Indien, Réunion, den Kanaren, Kap Verde und in einigen anderen Ländern produziert.
In Norddeutschland und Skandinavien beruht die frühe Popularität von Rum auf den intensiven Handelsaktivitäten der sogenannten dänischen Westindienflotte, die ihren Haupthafen im 18. Jahrhundert in der damals dänischen Rumhandelsstadt Flensburg hatte und durch Handelsschiffe Rum aus der Karibik und insbesondere von den Jungferninseln (Dänisch-Westindien) nach Europa importierte.
Das Wissen um kubanischen leichten Rum wurde 2022 in die UNESCO-Liste des immateriellen Kulturerbes der Menschheit aufgenommen.

## Herstellung

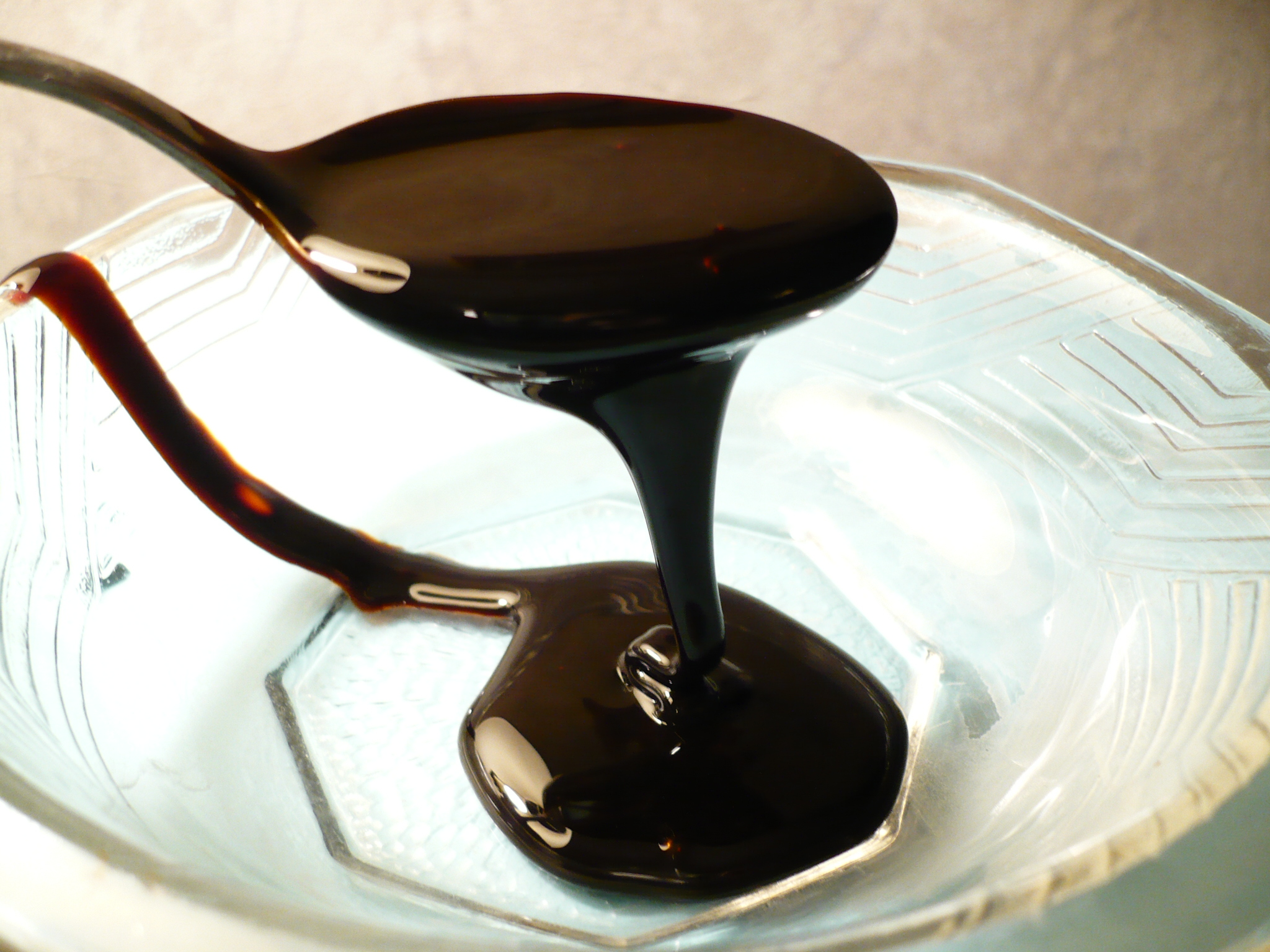
Zuckerrohrmelasse

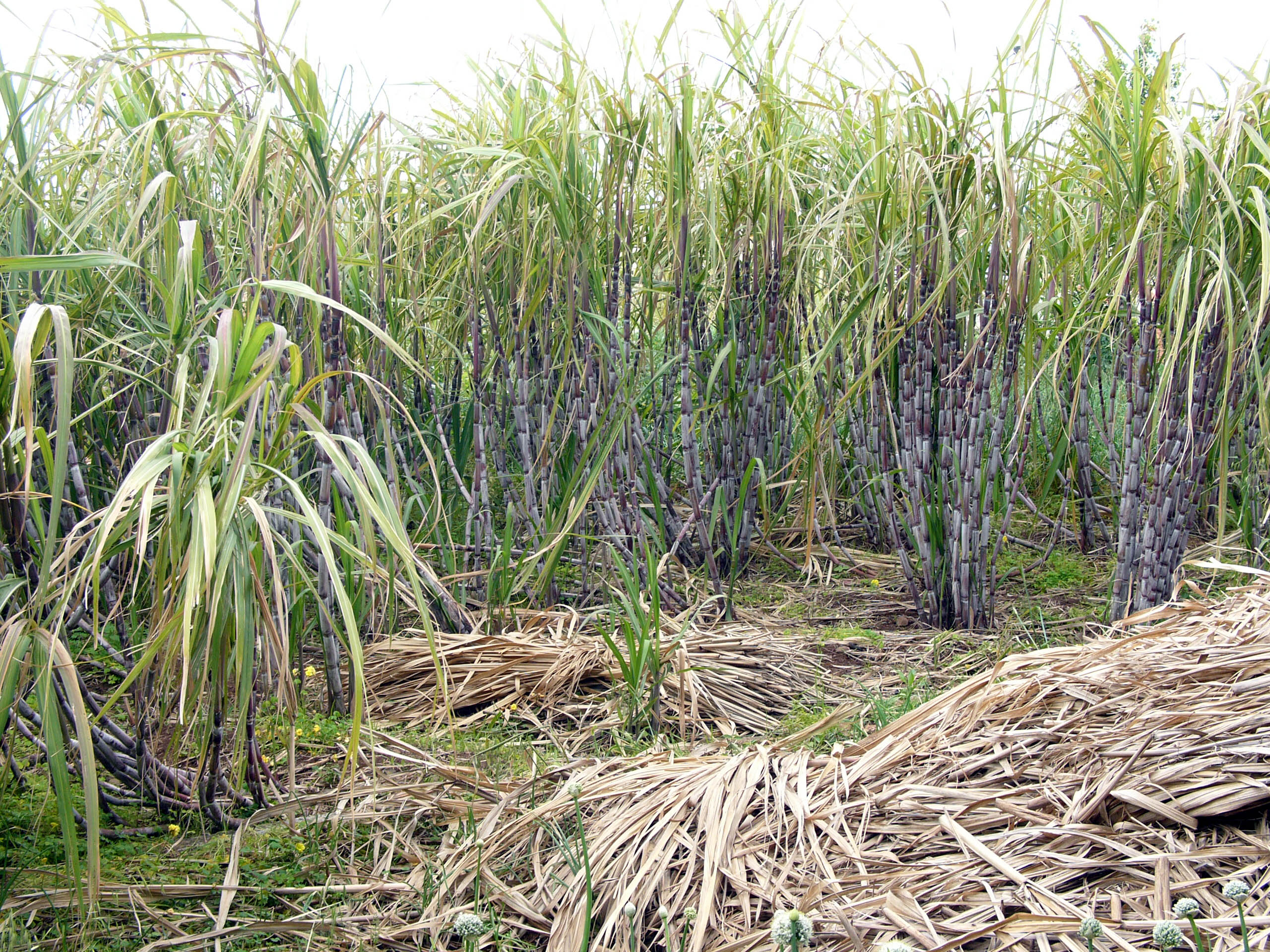
Zuckerrohrfeld

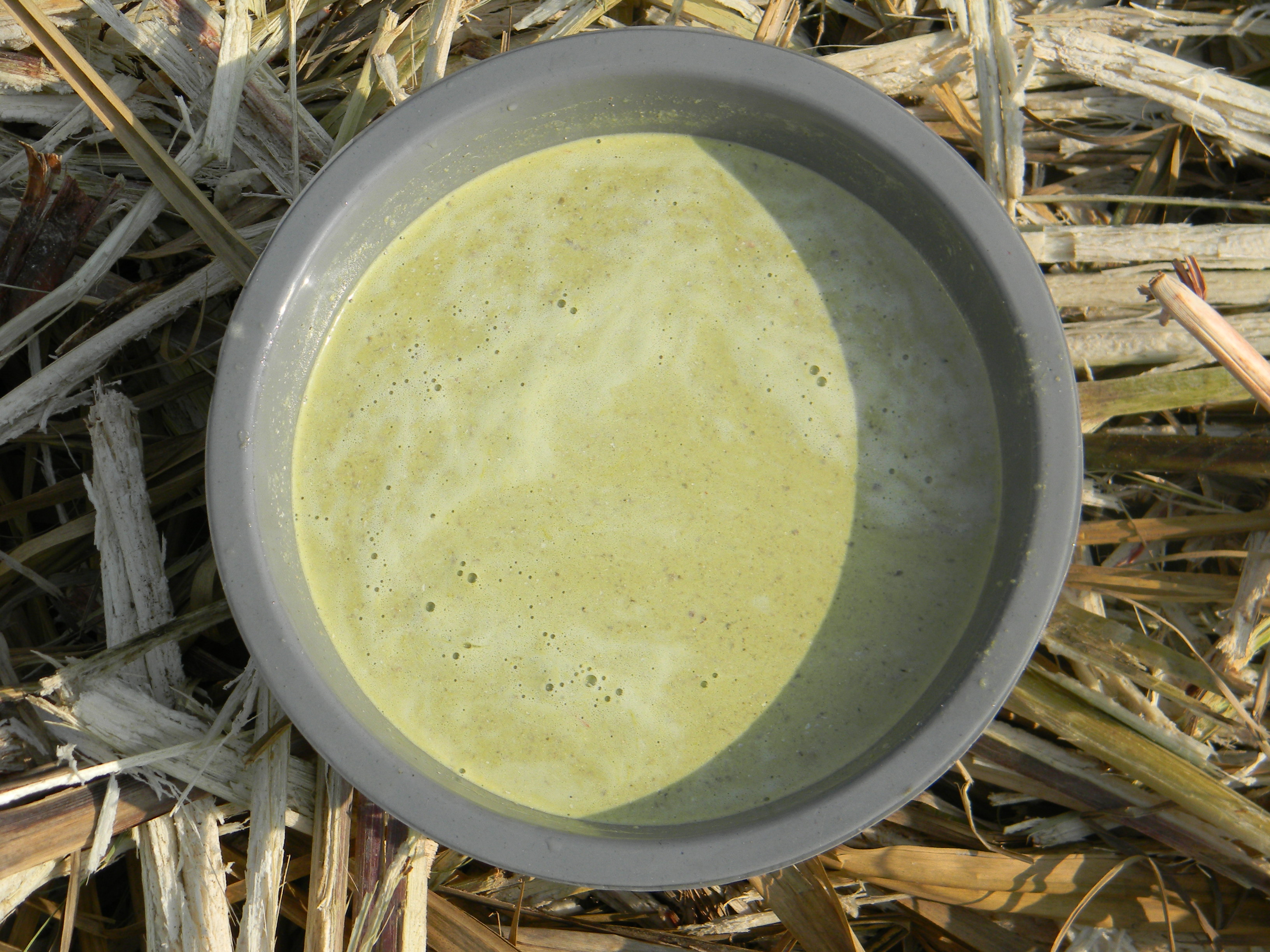
Frischer unverarbeiteter Zuckerrohrsaft

Als Ausgangsprodukt für Rum wird in den meisten Fällen Melasse verwendet. Im Gegensatz dazu wird bei der Herstellung von Rhum Agricole oder Cachaça allein frisch gepresster Zuckerrohrsaft als Grundstoff eingesetzt.
Ein Gemisch von Melasse (bei industriellem Rum) oder gehäckseltem Zuckerrohr, Zuckerrohrsaft und Wasser ergibt die Maische. Für eine anschließende Gärung wird die Maische fermentiert und bekommt danach einen Alkoholgehalt von etwa 4 % bis 5 %. Dieser Zuckerwein wird destilliert. Das Destillat hat dann einen Alkoholgehalt von 65 % bis 75 %. Mit destilliertem Wasser verdünnt, erhält man weißen Rum. Die eigentliche Herstellung von Rum ist damit abgeschlossen. Darüber hinaus finden häufig Lagerungen in gebrauchten Holzfässern (wie beispielsweise aus der Whisky-Herstellung) statt, um dem Rum eine eigene Geschmacksnote zu verleihen. Neben dem verwendeten Fass-Typ beeinflusst auch der Ort, an dem der Rum gelagert wird, die Aromatik des Rums. Je höher die Umgebungstemperatur, umso schneller die Reifung, da durch die Hitze die Aromen des Fasses rascher auf das Destillat übergehen. Um weißen Rum besserer Qualität zu erhalten, wird dieser mehrere Monate in Edelstahlfässern gelagert. Erfolgt die Lagerung in Eichenfässern, verliert der weiße Rum Alkohol, nimmt Geschmacksstoffe der Fässer auf und entwickelt dabei eine leicht bräunliche Färbung.
Brauner Rum ist aromatischer als weißer und weist eine eher süßliche Note auf. Ein charakteristischer Aromastoff im Rum ist das Ethylformiat (Ameisensäureethylester), das auch im Arrakaroma vorkommt. Für braunen Rum ohne längere Lagerung wird diesem auch Zuckercouleur oder Karamellsirup zugefügt, um ihm hinsichtlich Geschmack und Färbung den Anschein einer längeren Reifung in Holzfässern zu geben.
Verbrauchsfertig werden die verschiedenen Rumsorten mit destilliertem Wasser auf meistens 40 %, 50 % oder 55 % Alkoholgehalt verdünnt. Vor der Abfüllung in Flaschen wird der Rum teilweise mit Zucker versetzt, um eine stärkere Süße zu erreichen.

## Bezeichnungen
- Original Rum – importierter originaler Rum, unverändert verkauft (bis zu 74 %).
- Echter Rum – wie Original Rum, hier jedoch mit Wasser auf Trinkstärke (min. 37,5 %) herabgesetzt.
- Overproof Rum – Rum mit einem Alkoholgehalt über 57,15 %, wird hauptsächlich zum Mixen von Cocktails verwendet.
- Blended Rum – Mischung verschiedener Original-Rums.
- Rhum Agricole – Rum sogenannter ‚landwirtschaftlicher Herstellung‘, der auf den französischen Antillen (Martinique, Guadeloupe) und auch auf Haiti, in Französisch-Guayana und im Indischen Ozean auf Réunion und Mauritius produziert wird. Er unterscheidet sich von normalem Rum vorrangig durch seine Herstellung aus frischem Zuckerrohrsaft und hat nur einen Anteil von etwa 3 % an der gesamten Rumproduktion.
- Rum-Verschnitt – Mischung aus Rum und neutralem Industriealkohol aus anderen Rohstoffen. In Deutschland müssen mindestens 5 % des Alkohols im Fertigerzeugnis aus Rum stammen.[3]
- Kunst-Rum, in Österreich: Inländer-Rum – wird seit 1. Januar 1999 nur noch aus Zuckerrohr gewonnenem Rumalkohol und Aroma hergestellt mit üblicherweise 38 % eines der zahlreichen Fabrikate.[9] In Deutschland synonym für den Inländer-Rum ist der Stroh Rum mit auch 60 % und 80 %.
- Flavoured Rum – in entsprechendem Extraktionsverfahren aromatisierter Rum, mindestens 37,5 % – bei geringerem Alkoholanteil als „Spirituose“ beziehungsweise „Likör auf Rumbasis“ bezeichnet (Beispiele: Captain Morgan Spiced Gold oder Bacardi Oak Heart; Beispiel für echten Flavoured Rum: Clement Orange).
- Rum-Aroma – enthält keinen Alkohol, erinnert in Geruch und Geschmack an braunen Rum. Es besteht aus Carbonsäureestern und weiteren Aromen.

## Qualität
Guter Rum zeichnet sich im Gegensatz zu den meisten anderen Zuckerrohrbränden durch eine lange Reifung in Holzfässern aus, ähnlich Whisky oder Cognac. Je länger das Destillat im Holzfass reift, desto abgerundeter erscheint sein aromatisches Geschmacksbild. Ein Nebeneffekt ist die erst gelbliche, dann braune Färbung, die das zunächst farblose Destillat dabei annimmt. Allerdings sollte man sich von der Farbe nicht täuschen lassen. Viele Hersteller färben ihren Rum nachträglich mehr oder weniger stark mit Zuckercouleur (beispielsweise Bacardi Black), angeblich um eine gleichbleibende Färbung zu garantieren. Beabsichtigt ist wohl eher, dem mit diesem Zusatz nachträglich durchgehend dunkler gefärbten Produkt den Anschein einer längeren Reifung in Holzfässern zu geben. Andererseits kann auch farbloser „weißer“ Rum eine Zeit lang in Edelstahlfässern gereift sein (typisch: 6–30 Monate). Falls in Eichenfässern gereift, entziehen ihm einige Hersteller durch Filtrierung die Farbe.

## Besonderheiten
- Martinique-Rum: ein ‚Rhum Agricole‘ von der Insel Martinique. Für dieses französische Übersee-Département gibt es das Dekret vom 5. November 1996, nach dem ein „Rhum Vieux Agricole“ mit Appellation d’Origine Contrôlée (AOC) hergestellt werden kann. Folgende Qualitätsstufen sind festgelegt:
  -     - Weißer Rum (Rhum Agricole AOC blanc) muss mindestens 3 Monate in Edelstahlfässern gelagert werden, um Sauerstoff aufzunehmen und um sich zu homogenisieren.
    - AOC (rhum paille oder rhum ambré) muss mindestens 1 Jahr in Eichenfässern lagern.
    - Mindestens drei Jahre gelagerter Rum wird „alter Rum“ (rhum vieux agricole) genannt. Es gibt folgende drei Qualitätsstufen:
      - VO mindestens 3 Jahre in Eichenfässern gelagert
      - VSOP mindestens 4 Jahre in Eichenfässern gelagert
      - XO mindestens 6 Jahre in Eichenfässern gelagert.

Darüber hinaus gibt es Rum „hors d'age“, der meistens 10 Jahre und länger gelagert ist. Eine Flasche Rum dieser Jahrgangssorten kann leicht mehrere 100 € kosten.
- Jamaika-Rum zeichnet sich durch einen sehr kräftigen, würzigen Geschmack aus, der manchmal als scharf empfunden wird. Minderwertige Qualitäten sind wegen dieser Geschmacksintensität pur fast nicht trinkbar und werden in der Regel mit Wasser (Grog) oder anderem Alkohol gemischt (verschnitten). Höherwertige Brände werden in Cocktails oder auch pur genossen.
- Flensburger Rum-Verschnitt – braune Mischung aus Rum, Wasser und Neutralalkohol, die mindestens 5 % des enthaltenen Alkohols aus Original-Rum enthält. Der Alkoholgehalt muss mindestens 37,5 % betragen[3] (meist 40–42 %). Er beruht auf der Tradition alter Flensburger Rumhandelshäuser (Flensburg gehörte lange Zeit zum Einflussgebiet Dänemarks. Der Einfluss Dänemarks rührt daher, dass der dänische König Christian I. 1460  zum Herzog von Schleswig und Grafen von Holstein gewählt wurde.), den aus Dänisch-Westindien importierten Jamaika-Rum mit Monopolalkohol und Wasser auf Trinkstärke zu verschneiden, da im 18. Jahrhundert ein hoher Einfuhrzoll auf importierte Spirituosen erhoben wurde. Der Jamaika-Rum war dazu besonders wegen seines intensiven Geschmacks geeignet. Dieser zuerst von Flensburger Rumhäusern wie beispielsweise Pott, Balle, Hansen, Asmussen und Johannsen angewendete Rum-Verschnitt ist bis heute als Jamaika-Rum-Verschnitt auch bei anderen deutschen Rumhäusern gang und gäbe.
- Als „Tschechischer Rum“ wurde früher ein aus Zuckerrüben gewonnener Brand bezeichnet. Nach dem EU-Beitritt Tschechiens heißt dieses Getränk nunmehr Tuzemak anstatt Rum.

## Geschichte

### Entwicklung der Spirituose
Rum entstand im 17. Jahrhundert als Abfallprodukt des Zuckerrohranbaus, der Entstehungsort ist nicht ganz sicher. Die britische Kolonie Barbados wird am häufigsten als Entstehungsort genannt. Mögliche Ursprungsorte der Rumherstellung sind jedoch auch die spanischen Kolonien Hispaniola oder Kuba, eine der französischen Kolonien in der Karibik oder die portugiesische Kolonie an der Ostküste Brasiliens. In der ersten Hälfte des 17. Jahrhunderts war Rum in all diesen Kolonien anzutreffen. Sehr früh wurde Rum auch in kleinen Mengen exportiert. Zu den ersten Berichten von Rum gehört eine Erwähnung durch den britischen Seekapitän John Josselyn, der im September 1639 von einem Dinner auf einem Schiff vor der Küste des heutigen Maine berichtete, bei dem ihm ein anderer Kapitän mit Rum zuprostete.
Die erste urkundliche Erwähnung fand das Getränk um 1650 als rumbullion (engl. etwa: ‚großer Tumult‘) sowie am 8. Juli 1661 durch den Gouverneur von Jamaika. Gesetze, die den Verkauf von lokal hergestellten Spirituosen regelten, gibt es auf Bermuda seit 1653, in Connecticut seit 1654 und Massachusetts seit 1657. Zumindest bei den auf Bermuda hergestellten Spirituosen handelte es sich dabei mit sehr hoher Wahrscheinlichkeit um einen Alkohol, der aus Zuckerrohr hergestellt war. Bereits 1667 wurde dieses Getränk ron (kastilisch) bzw. rhum (französisch) genannt.

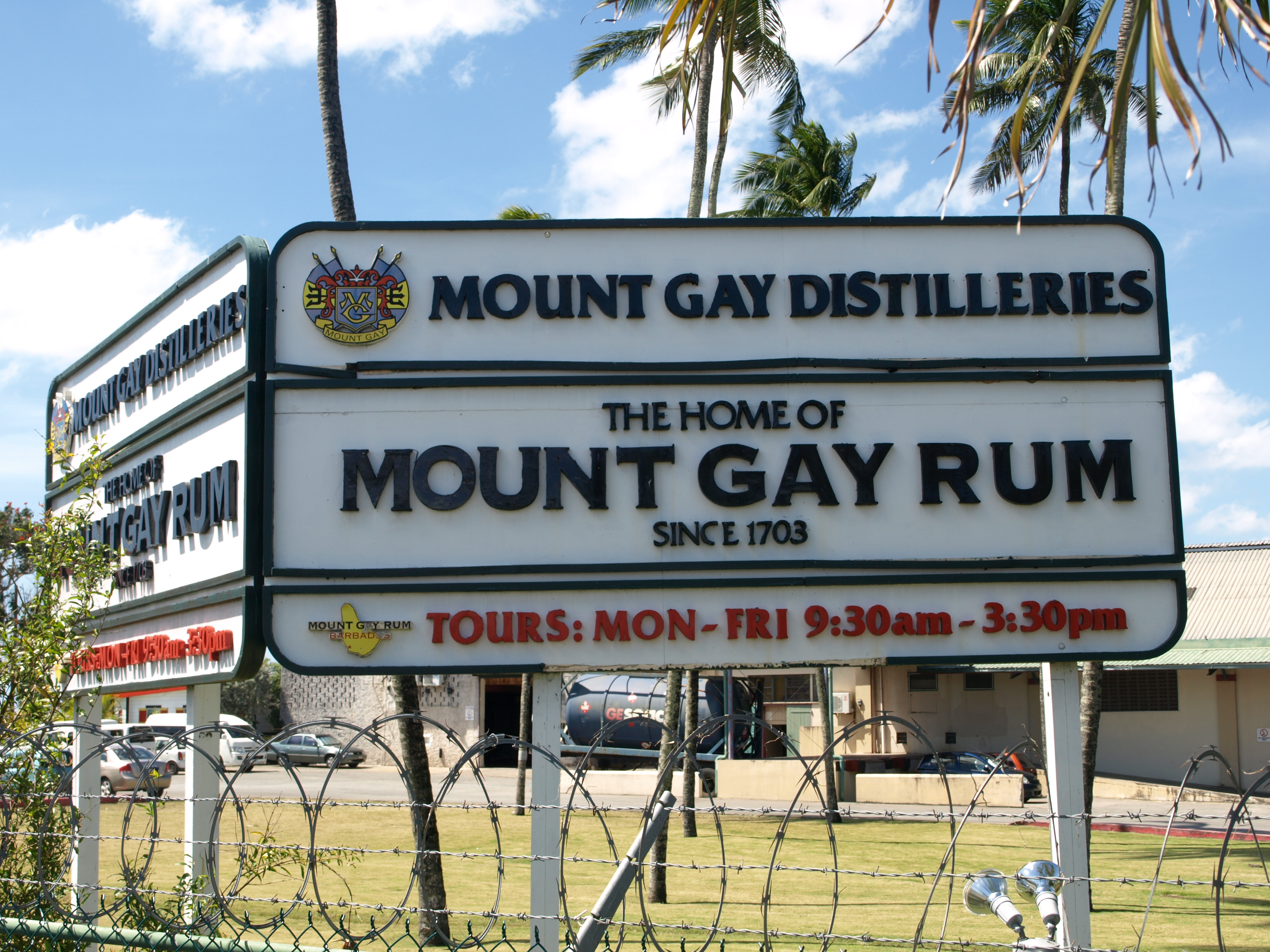
Werbeschild der Mount Gay Destillery, der ältesten noch bestehenden Rumdestillerie

Die Entwicklung des Rums ist eng verbunden mit dem Zuckerrohranbau. Zucker stellte im 17. Jahrhundert ein so wertvolles landwirtschaftliches Produkt dar, dass das Vermögen der zuckeranbauenden Plantagenbesitzer auf der kleinen Insel Barbados das der übrigen Kolonialisten in Nordamerika um ein Mehrfaches übertraf. Bridgetown, die Hauptstadt von Barbados, war größer und wohlhabender als Manhattan. Bei der Herstellung des Zuckers fiel Melasse als Nebenprodukt an. Das Verhältnis von Melasse zu Zucker variierte mit dem Herstellungsprozess, gewöhnlich entfiel auf zwei Kilogramm verkaufsfähigem Zucker etwa ein Kilogramm Melasse. Für dieses Nebenprodukt gab es zum Beginn des Zuckeranbaus kaum eine Verwendung. Anfangs wurde der größte Teil der Melasse vernichtet. Die Herstellung von Alkohol aus diesem Abfallprodukt war eine der Möglichkeiten, dieses Nebenprodukt der Zuckerherstellung zu verwerten. Bereits 1652 sprach ein Besucher davon, dass auf ganz Barbados Rum hergestellt wurde. Dokumente für den Verkauf einer Plantage erwähnen beispielsweise 1658 vier große Zisternen für die Aufbewahrung von Rum. Auf Barbados befindet sich auch die älteste noch betriebene Rumbrennerei. Unterlagen legen nahe, dass an der Stelle der heutigen Brennerei Mount Gay bereits seit 1663 Rum hergestellt wird. Urkundlich gesichert ist die Existenz dieser Brennerei seit dem 20. Februar 1703. Im Vergleich dazu datiert die älteste kontinuierlich operierende schottische Brennerei aus den 1780er Jahren und die älteste registrierte US-amerikanische Whiskey-Brennerei aus den 1860er Jahren. Der Bau von Brennereien war teuer, die hohen Profite aus dem Zuckeranbau erlaubte den Plantagenbesitzern jedoch in die neueste Technologie zur Alkoholherstellung zu investieren und auf diese Weise auch Melasse in ein gewinnträchtiges Produkt zu verwandeln. Noch im Jahre 1776 schrieb der Nationalökonom Adam Smith in seinem Werk The Wealth of Nations, dass ein Zuckeranbauer erwarten könne, mit dem Verkauf von Rum und Melasse seine Produktionskosten zu decken. Der beträchtliche Erlös aus dem Zuckerverkauf stellte fast vollständig seinen Reingewinn dar.

### Rum wird zum Exportgut
Erste Exporte von Rum gab es bereits 1638. Die geschätzten 4 Millionen Liter Rum, die um 1655 auf Barbados produziert wurden, wurden jedoch fast ausschließlich auf der Insel und angrenzenden Kolonien europäischer Siedler konsumiert. Selbst 1698 betrug der Export nach England noch nicht einmal 1000 Liter. Die geringe Exportmenge nach Europa hängt möglicherweise mit der geringen Qualität des Produktes zusammen. Besucher der Karibik beschrieben den Geschmack in den ersten Jahrzehnten dort produzierten Rums durchgängig als unangenehm. Allmählich entwickelte sich jedoch eine Nachfrage unter den Kolonialisten auf dem nordamerikanischen Festland. Um 1730 exportierte Barbados bereits mehr als 3 Millionen Liter dorthin. Zweitwichtigster Exporteur war Antigua mit knapp 1,1 Millionen Liter.

### Rum auf dem nordamerikanischen Kontinent
Um 1750 hielt der schwedische Naturforscher Peter Kam fest, dass nordamerikanische Kolonialisten Rum als gesünder betrachteten als Spirituosen, die aus Getreide oder Trauben gebrannt wurden. Besonders geschätzt wurde Rum aus Barbados, Antigua, Montserrat und Grenada. Rum spielte im 18. Jahrhundert auch beim Handel mit den indigenen Völkern Nordamerikas eine große Rolle. Ein für die Choctaws zuständiger Indianeragent schätzte, dass beim Handel mit diesem im Gebiet der heutigen US-Bundesstaaten Mississippi, Alabama sowie Louisiana lebenden Volk in vier von fünf Fällen Rum eingetauscht wurde. Ein leitender Indianeragent, der für die Beziehungen mit den Indianervölkern im Südosten zuständig war, schätzte, dass jeden Monat rund 45 000 Liter Rum zu den Indianern dieser Region gelangten. Die zunehmende Alkoholabhängigkeit hatte verheerende Folgen für die Überlebensfähigkeit dieser Völker. Little Turtle, einer der bedeutendsten Indianerhäuptlinge seiner Zeit, schätzte zu Beginn des 19. Jahrhunderts, dass 3000 Menschen seines Volkes an den Folgen von Alkohol starben und bat den US-amerikanischen Präsidenten John Adams, den Verkauf von Rum an sein Volk zu untersagen. Bereits 1630 gab es in Massachusetts entsprechende Gesetze und bis zum Beginn des 18. Jahrhunderts folgten fast alle Bundesstaaten dieser Gesetzgebung. Dies geschah selten aus Sorge um das Wohlergehen der Indianischen Völker: Man hielt es für wahrscheinlicher, dass unter Alkoholeinfluss stehende Indianer Siedler angriffen.
Bei den aus Europa stammenden nordamerikanischen Siedlern spielte Rum ebenfalls eine große Rolle. Bier und Wein wurden im 18. Jahrhundert weit weniger verkauft als Rum. Wesentlicher Vertriebskanal waren die überall entstehenden Gasthäuser. Rum wurde dort häufig rein getrunken, häufig aber auch mit Wasser verlängert. „Mimbo“, ein besonders in Pennsylvania populäres Getränk, bestand aus Zucker, Wasser und Rum. Wurde statt Zucker Melasse zum Süßen verwendet, wurde das Getränk „Bimbo“ genannt. Andere Rezepte sahen die Verwendung von Zimt, Nelken und Minze vor oder mischten Rum mit Bier. Zitronen- und Limonensaft wurden ebenfalls häufig verwendet.
Zunehmend wurde Rum direkt auf dem nordamerikanischen Kontinent gebrannt. Berichte über eine Rumdestillerie in Providence, Rhode Island gibt es bereits aus dem Jahre 1684.  Es wird geschätzt, dass zum Zeitpunkt des Amerikanischen Unabhängigkeitskrieges rund 50 Prozent dieser Spirituose nicht mehr importiert wurde. Stattdessen wurde allerdings ein großer Teil der benötigten Melasse vor allem aus Jamaika nach Nordamerika transportiert. Anders als auf Barbados hatte sich dort keine Rumindustrie etabliert. Die dortigen Plantagenbesitzer, die fast auf der gesamten Fläche der Insel Zuckerrohr angebaut hatten, mussten die notwendigen Lebensmittel importieren. Ein Handel begann, bei dem Holz, Vieh, Trockenfisch und frische Lebensmittel nach Süden transportiert wurden und die zurückkehrenden Schiffe Melasse geladen hatten. Destillerien entstanden überall dort, wo Melasse entladen und gelagert werden durfte. Boston wurde auf Grund der großen Handelsflotte, die dort ihren Heimathafen hatte, zu einem der bekanntesten Standorte für Rum.

### Rum und Piraterie

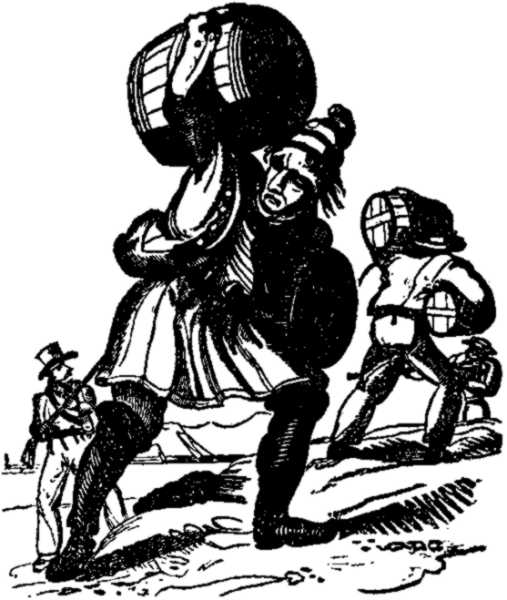
Piraten tragen Fässer mit Rum an Land, Darstellung aus dem Jahre 1837

Aus dem frühen 18. Jahrhundert stammt auch die Assoziation von Rum mit Piraterie: Zu der Beute der zwischen der amerikanischen Ostküste und den Bahamas kreuzenden Piraten gehörten oft Rumfässer, die von der Karibik nach Nordamerika transportiert werden sollten. Blackbeard, einer der bekanntesten Piraten jener Zeit, war auch für seinen ungewöhnlich hohen Rumverbrauch bekannt. Auch heute werben noch einige Rummarken, wie beispielsweise Captain Morgan, mit einer Piratenfigur. Literarische Verewigung fand die Verbindung von Freibeutertum und Rum in Robert Louis Stevensons Roman Die Schatzinsel, der 1881 erstmals gedruckt wurde. Billy Bones, einer der Protagonisten des Romans, verrät den dubiosen Ursprung seines Wohlstands unter anderem durch seinen hohen Rumkonsum.

„Ich bin an Orten gewesen, da war’s so heiß wie in der Hölle, und die Kameraden fielen rund um mich herum wie die Fliegen […] Und ich blieb am Leben, sag’ ich dir, und das machte der Rum. Der war für mich Essen und Trinken, und wir waren wie Mann und Frau; und wenn ich nicht meinen Rum haben soll, dann bin ich ein armseliges altes Wrack an einer Leeküste […]“

Noch eindringlicher wird die Verbindung von Rum und Freibeutertum in einem Lied festgehalten, das Billy Bones und später die anderen Piraten immer wieder singen:

“Fifteen men on the dead man’s chest
Yo-ho-ho, and a bottle of rum!
Drink and the Devil had done for the rest
Yo-ho-ho and a bottle of rum!”

„Fünfzehn Mann bei des Toten Kist’
Johoho, und ’ne Buddel, Buddel Rum!
Suff und der Teufel holten den Rest
Johoho, und ’ne Buddel, Buddel Rum.“

### Rum und die britische Marine

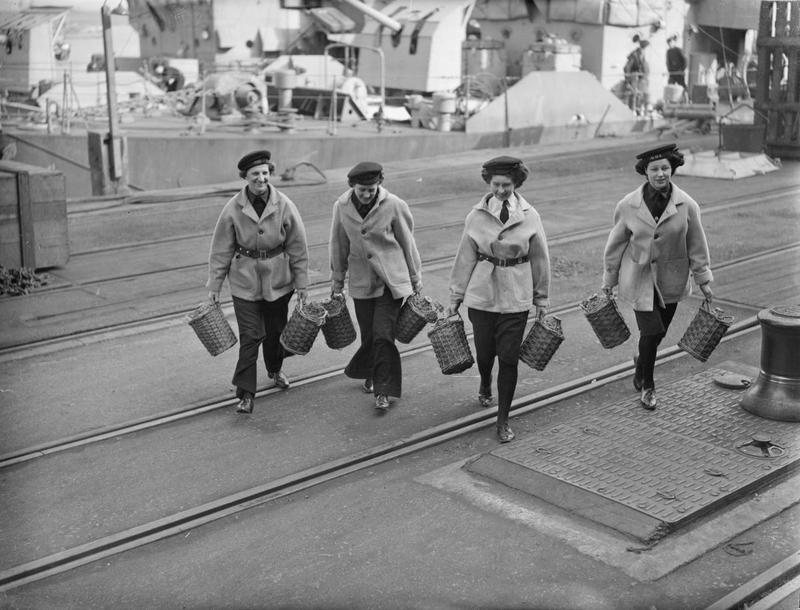
Harwich, 1943: Wrens tragen Rumrationen an Bord eines auslaufenden britischen Marineschiffs

Im Jahre 1655 wurde erstmals Rum an britische Marine-Angehörige als offizieller Teil der Ration ausgegeben. Trinkwasser und Bier verdarben unter den klimatischen Bedingungen der Karibik schnell, spanische Weine und französischer Brandy waren gewöhnlich Teil der Bordverpflegung. Diese beiden Alkoholika waren jedoch in der Karibik schwer zu beschaffen. Rum war nicht nur verfügbar, sondern gewann auch noch durch die Lagerung in den Holzfässern. Darüber hinaus setzten sich die Plantagenbesitzer der britischen Karibik-Kolonien in Großbritannien für die Verwendung von Rum anstelle von anderen, meist importierten Spirituosen ein. 1779 wurde das Versorgungsamt der britischen Royal Navy offiziell damit beauftragt, den (überwiegend aus Frankreich stammenden) Brandy an Bord britischer Schiffe durch karibischen Rum zu ersetzen. Zu diesem Zeitpunkt war die Verteilung von Rum bereits seit langem üblich. 1740 erteilte der im Bereich der Westindischen Inseln stationierte englische Vize-Admiral Edward Vernon (1684–1757) erstmals den Befehl, den Rum nur noch mit Wasser vermischt auszuteilen. Das Verhältnis, das er festlegte, war dabei ein Teil Rum auf vier Teile Wasser und die Ration wurde auf zwei Austeilungen pro Tag festgelegt. Vernon wollte damit sicherstellen, dass die Matrosen ihre Ration nicht auf einmal tranken und ihren Dienst alkoholisiert verrichteten. Auf Vernons Anweisung geht der Grog zurück, weltweit eines der typischen Seefahrergetränke. Der Name dieses Getränks soll auf Vernons Spitzname „Old Grog“ zurückgehen, da er meist einen warmen Umhang aus Grogram trug, einem groben Stoff aus Seide und Wolle. Bereits im Jahre 1756 war die tägliche Verteilung von mit Wasser gestrecktem Rum im britischen „Naval Code“ festgelegt.
Die zunehmende Bedeutung der Abstinenzbewegung sorgte dafür, dass die Rumrationen über die kommenden Jahrzehnte zunehmend reduziert wurden. Die Seeleute erhielten stattdessen als Ausgleich größere Rationen an Tee, Kakao und Fleisch. Parallel zur Mengenreduktion wurde die Qualität des britischen Marine-Rums zunehmend besser und war eine Mischung aus Rums verschiedener britischer Kolonien.
Die Praxis, an Angehörige der Royal Navy Rumrationen auszuteilen, bestand bis 1970. Zunehmend schien diese Praxis aus der Zeit gefallen: Britische Zeitungen wiesen darauf hin, dass Seeleuten eine Ration ausgeteilt würde, die sie nicht zur Führung eines Fahrzeugs berechtigen würde. Am 31. Juli 1970, dem Black Tot Day, wurde letztmals Rum als offizieller Teil der Verpflegung an die Angehörigen der Royal Navy ausgeteilt.

## Marken
- Anguilla
  - Pyrat
- Antigua und Barbuda
  - Cavalier
  - English Harbour
- Australien
  - Bundaberg
- Barbados
  - Cockspur
  - Doorly's
  - Mount Gay
  - Old Pascas (hochprozentige Abfüllung auch aus Jamaika)
- Bermudas
  - Bacardi
  - Gosling's
- Britische Jungferninseln
  - Callwood Rum (aus gepresstem Zuckerrohrsaft/ Callwood Rum Distillery auf Tortola)[36][37]
- Brasilien
  - Ron Montilla
  - Salinas
- Costa Rica
  - Ron Centenario
- Deutschland
  - Bergwelt Rum (Rum in Bio-Qualität mit Zuckerrohr-Melasse aus der Karibik)[38]
  - Calico's Crew (Rum aus Panama)
  - Revolte Rum (aus Melasse von Papua-Neuguinea, in Deutschland mit eigens entwickeltem Hefestamm einem Gärprozess unterzogen und anschließend destilliert)[39]
  - Oldman Spirits (u. a. auch Blends handverlesener, karibischer Rumsorten aus Schleswig-Holstein)[40]

- Dominikanische Republik
  - Barceló
  - Bermúdez – (Die älteste Destillerie der Dominikanischen Republik)
  - Brugal – (nach der Fusion mit der schottischen Edrington Group im Jahr 2008 einer der größten Rumhersteller der Welt)
  - Macorix
  - Siboney – (aus dem Hause Barceló)
  - DonRhon
  - Punta Cana Club
  - Cubaney
  - Quorhum
  - Columbus – (aus dem Hause Barceló)
  - Atlantico
  - Caribe Azul
  - Matusalem
  - Conde de Cuba
  - Ron Hispanola
  - Viscaya
  - unhiq XO
  - Cubanacán – (wird ausschließlich in Frankreich vertrieben)

- Ecuador
  - Tropico
- England
  - Berry Bros.
  - Lemon Hart (Rum aus Jamaika und Guyana)
  - Smith & Cross (Pot-Still-Rum aus Jamaika)
  - Pusser's (Englische Marke, auf verschiedenen Inseln hergestellt – bis 1970 als tägliche Ration an die Seeleute der Royal Navy ausgegeben)
- Fidschi
  - Bounty
- Frankreich
  - Plantation (Rum aus Barbados, Fiji, Grenada, Guadeloupe, Guyana, Jamaika, Kuba, Nicaragua, Panama und Trinidad, abgefüllt von Cognac Ferrand)
- Gran Canaria
  - Arehucas + Artemi – (Hoflieferant des spanischen Königshauses)
- Guadeloupe
  - Domaine de Severin – (auf Basse-Terre)
  - Longueteau (Rum)  (Domaine du Marquisat de Sainte-Marie – auf Basse-Terre)
  - Karukera (Rum)  (Domaine du Marquisat de Sainte-Marie – auf Basse-Terre)
  - Montebello (Rum) – (auf Basse-Terre)
  - Bologne (Rum) – (auf Basse-Terre)
  - Reimonenq (Rum) – (auf Basse-Terre)
  - Damoiseau (Rum) – (auf Grande-Terre)
  - Bellevue (Rum) – (auf Marie-Galante)
  - Bielle (Rum) – (auf Marie-Galante)
  - Père Labat (Rum) – (auf Marie-Galante)
- Grenada
  - Clarke’s Court
  - Jack Iron (Carriacou)
  - Rivers Rum[41]
  - Westerhall
- Guatemala
  - Botran
  - Malteco
  - Ron Zacapa[42]
- Guyana
  - El Dorado
  - Rhum Saint-Maurice
- Haiti
  - Rhum Barbancourt
- Indien
  - Old Monk
- Jamaika
  - Appleton
  - Captain Morgan – (weltweit zweitgrößter Hersteller)
  - Coruba
  - Hampden
  - Myers's
  - Old Pascas
  - Robinson
  - Sea Wynde – (Blend aus Potstill-Rums aus Jamaika und Guyana)
  - Wray & Nephew
- Kap Verde
  - Grogue – (weißer Rum, häufig ungereift, Grogue Velho – brauner Rum)
- Kolumbien
  - Ron Marques Del Valle
  - Dictador
  - Ron Viejo De Caldas
  - Ron de Medellin
  - Coloma
- Kuba
  - Arecha
  - Ron Caney
  - Cubay
  - Guayabita del Pinar
  - Havana Club
  - Legendario
  - Liberación
  - Ron Edmundo Dantés
  - Ron Mulata
  - Ron Santiago de Cuba
  - Ron Varadero
  - Santero
- Madagaskar
  - Dzama
  - Negrita
  - Old Nick
  - Saint Claude
- Martinique, von der ursprünglich großen Zahl an Destillerien sind Ende 2006 nur noch sieben verblieben. In allen wird nach den Qualitätsregeln AOC Rhum Agricole Martinique sowohl weißer als auch in Eichenfässern gereifter „alter“ (brauner) Rum in verschiedenen Qualitäten hergestellt. Die sieben verbliebenen Destillerien sind:
  - Depaz (in Saint-Pierre)
  - JM (Jean Marie Martin) in Macouba
  - La Favorite (in Fort-de-France)
  - La Mauny (in Rivière-Pilote)
  - Neisson (in Le Carbet)
  - Simon (in Le François)
  - Saint James (in Sainte-Marie)

Darüber hinaus gibt es noch viele Rum-Marken, die auf den alten „Habitations“ (Gütern) hergestellt werden. Hierzu wird der destillierte Rum von einer der sieben Destillerien gekauft und in der Habitation in Eichenfässern gereift (weißer Rum in Edelstahlfässern gelagert) und später dort abgefüllt. Bekannte Marken sind:
- - J. Bally
  - Clément
  - Duquesne
  - Dillon
  - Le Galion (siehe auch: Habitation Le Galion)
  - Saint Etienne, auch bekannt unter HSE für Habitation Saint Etienne
  - Trois Rivieres (Rum)
- Mauritius
  - Chamarel
  - Creole
  - Flamboyant
  - Green Island
  - Rhum Saint-Aubin
- Mexiko
  - Porfidio
- Nicaragua
  - Flor de Caña
  - Zapatera
- Panama
  - Abuelo
  - Calico's Crew
  - Malecon
- Paraguay
  - Fortín
- Peru
  - Cartavio
  - Ron Pomalca
  - Ron Millonario
- Philippinen
  - Don Papa
  - Tanduay
- Puerto Rico
  - Bacardi – (weltweit größter Produzent, Produktion international)
  - Ron del Barrilito
- Réunion
  - Charrette
  - Isautier
  - Rivière du Mât
- Schottland
  - Cadenhead's (Rum aus Guyana, Jamaika, Kuba, Panama und Trinidad)
  - Murray McDavid (Rum aus Jamaika, Guyana und Trinidad)
  - Renegade (Rum aus Barbados, Brasilien, Grenada, Guadeloupe, Guyana, Jamaika, Kuba, Panama, St. Lucia und Trinidad)
- Seychellen
  - Takamaka Rum (von der Insel Mahé[43])
- Singapur
  - Banks (Blend aus Rums aus Barbados, Guyana, Jamaika und Trinidad und Arrak aus Java)
- Spanien
  - Pujol (Katalonien)
  - Aldea (La Palma)
  - Arehucas (Gran Canaria)
  - Montero (Granada) – eher bekannt als „Palido“
- St. Lucia
  - Bounty
- Thailand
  - Hong Tong
  - Sang Som
  - Sang Thip
  - Mathuros
  - Mekong

- Tonga
  - South Seas Rum[44]
  - Marlin Black Label[44]
  - Port of Refuge Navy Rum[44]
  - Koza Jamaica Rum[44]
- Trinidad und Tobago
  - Old Oak
  - Vat 19
  - Happy Rum
  - Zaya
  - Angostura 1919
- USA

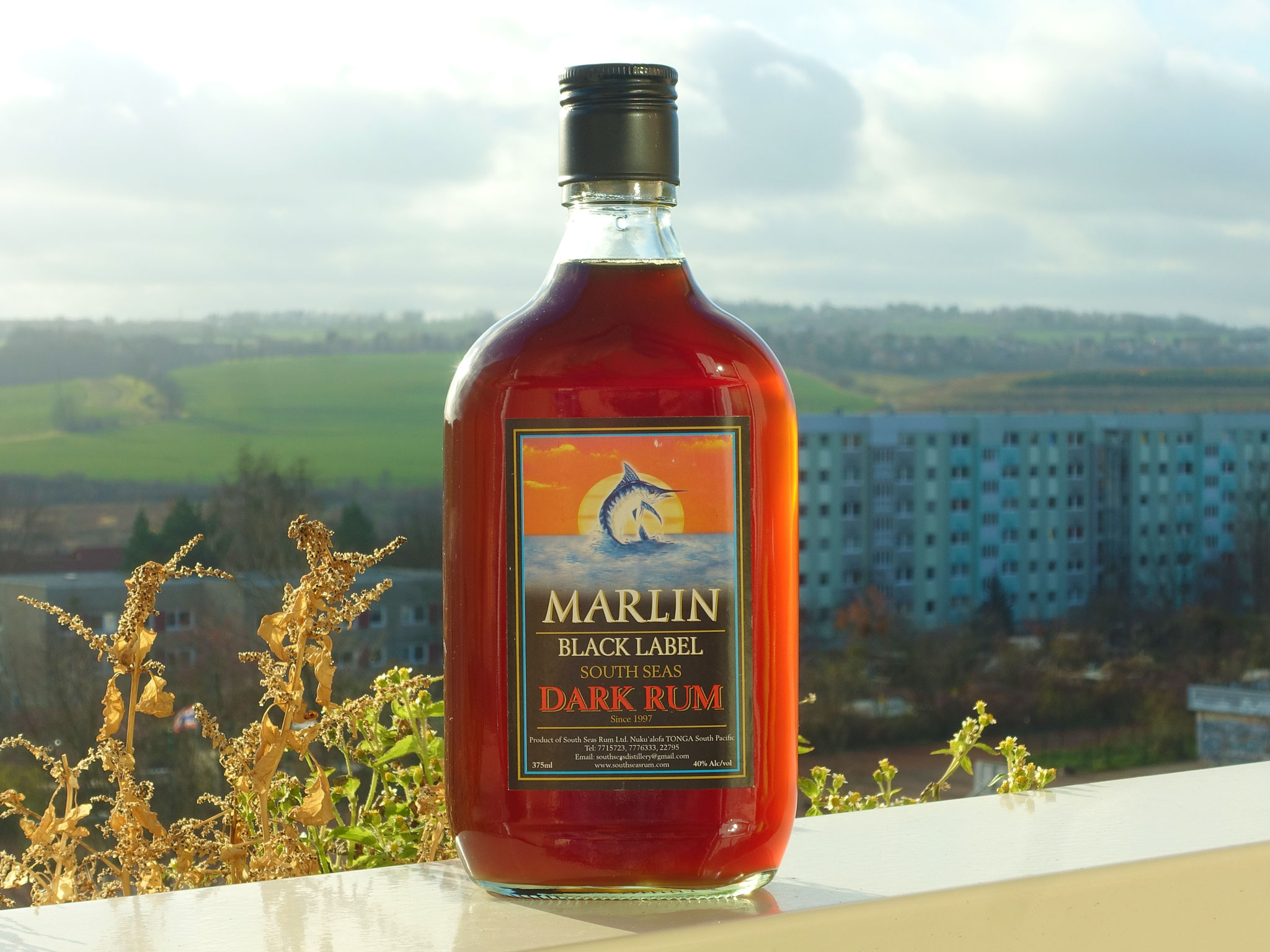
Eine Flasche „Marlin Black Label“ von der Insel Tonga.

  - Cruzan – (U.S. Virgin Islands, vor allem aromatisierte Rums)
  - Matusalem (Florida, ursprünglich aus Kuba stammend, heute in der Dominikanischen Republik produziert)
  - Montego Bay
- Venezuela
  - Cacique
  - Pampero
  - Santa Teresa
  - Diplomático (u. a. in Deutschland unter dem Namen Botucal)
  - La Florida
  - Veroes
  - Carupano
  - Muco
  - Ocumare
  - Cañaveral
- Vietnam
  - Sampan („Rhum“ aus Hội An nach der Agricole-Methode aus vietnamesischem Zuckerrohrsaft[45])

## Museum

### Deutschland
Flensburg, als einzige historische deutsche Rum-Metropole mit ehemals über 300 Brennereien, verfügt über ein Rum-Museum, das die Herstellung, die Geschichte des Rums und des Deutsch-Dänisch-Westindischen Rum-Handels beschreibt. Ebenfalls interessant sind die Informationen zu Flensburg als ehemals größtem europäischen Rumherstellungs- und Handelsstandort. Das Museum befindet sich im Schifffahrtsmuseum Flensburg, direkt an der Flensburger Schiffbrücke.

### Kuba
In der Altstadt der kubanischen Hauptstadt Havanna, der sogenannten La Habana Vieja, gibt es das von der kubanischen Firma Havana Club betriebene Havana Club Rummuseum, das die Geschichte des Rums vermitteln soll. Geführt von Museums-Führern erfährt man alles über die Herstellung von Rum – von der Ernte des Zuckerrohrs, der Destillation, über den Bau der benötigten Eichenfässer bis hin zur richtigen Lagerung. Anschließend können verschiedene Rums verkostet und in der Havana Club Boutique auch gekauft werden. Nebenan befindet sich die Havana Club Bar, in der man bei traditioneller kubanischer Live-Musik Cocktails und die kreolische Küche genießen kann.

### Guadeloupe
Auf dem Karibikarchipel und zugleich französischen Übersee-Département Guadeloupe gibt es zahlreiche Museen, jeweils bei den einzelnen Rumdestellerien (frz. Rhum). So beispielsweise bei der Reimonenq Distillery auf Basse-Terre, der größeren der beiden Hauptinseln.